# Paracamelus
A Paracamelus a tevefélék családjába tartozó kihalt nemzetség. Észak-Amerikából származik a középső miocén korból, de a késő miocén idején, a Bering-földhídon vándorolt át Eurázsiába. Őse a Teve nemzetség fajainak.

## Rendszertan
A Paracamelust Schlosser (1903) nevezte meg. Típusfaja a Paracamelus gigas. Először Carroll (1988) rendelte hozzá a tevefélékhez.

## Fordítás
Ez a szócikk részben vagy egészben  a   Paracamelus című angol Wikipédia-szócikk ezen változatának fordításán alapul.  Az eredeti cikk szerkesztőit annak laptörténete sorolja fel. Ez a jelzés csupán a megfogalmazás eredetét és a szerzői jogokat jelzi, nem szolgál a cikkben szereplő információk forrásmegjelöléseként.